# Lasianthus neolanceolatus
Lasianthus neolanceolatus är en måreväxtart som beskrevs av Colin Ernest Ridsdale. Lasianthus neolanceolatus ingår i släktet Lasianthus och familjen måreväxter.
Artens utbredningsområde är Sri Lanka. Inga underarter finns listade i Catalogue of Life.